# Robert Henry Sale

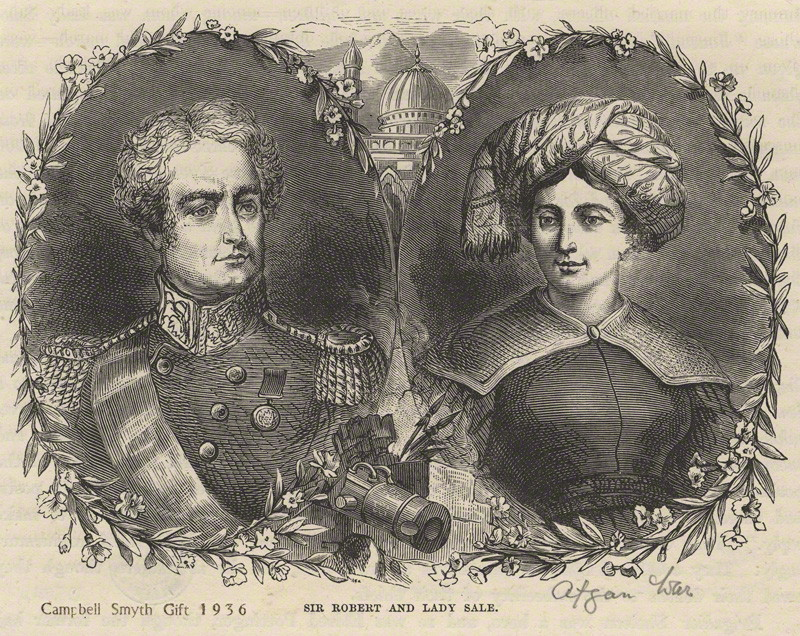
Robert i Florentia Sale

Robert Henry Sale (ur. 1782, zm. 21 grudnia 1845) – brytyjski wojskowy.
W 1795 r. wstąpił do 36 pułku piechoty. W 1798 r. rozpoczął służbę w Indiach jako porucznik 12 pułku piechoty. Uczestniczył w walkach z Tipu Sultanem oraz w wyprawie przeciwko Dhundii pod komendą pułkownika Arthura Wellesleya. W 1806 r. został awansowany do stopnia kapitana. W latach 1808–1809 brał udział w walkach z radża Travacore. W 1810 r. brał udział w wyprawie na Mauritius. Później został majorem 13 pułku piechoty, z którym pozostał związany przez resztę życia.
Podczas I wojny birmańskiej (1823-1826) dowodził 13 pułkiem. Brał udział w zdobyciu Rangunu. Podczas jednej z bitew zabił w pojedynku dowódcę przeciwnika. Następnie w stopniu podpułkownika dowodził brygadą i został ranny w bitwie pod Malown w 1826 r. Za swoją postawę otrzymał Order Łaźni. Po wybuchu I wojny afgańskiej został dowódcą brygady w Armii Indusu. Osobiście prowadził szturm na twierdzę Ghazni w lipcu 1839 r., podczas którego został ranny. Otrzymał wówczas Krzyż Komandorski Orderu Łaźni. Jako drugi w komendzie w Armii Indusu prowadził wiele lokalnych operacji. Podczas jednej z nich, w listopadzie 1840 r., pojmano wrogiego Brytyjczykom chana Afganistanu Dosta Mohammada.
W czasie brytyjskiej okupacji Kabulu Sale’owi towarzyszyła żona Florentia i córka. W październiku 1841 r. brygada Sale otrzymała rozkaz wymarszu do Peszawaru. Żona i córka Sale’a pozostały w Kabulu, w którym 2 listopada wybuchło antybrytyjskie powstanie. Obie kobiety dostały się do afgańskiej niewoli podczas odwrotu Armii Indusu z Kabulu. Oddział Sale’a był również atakowany przez Afgańczyków i Sale zatrzymał się w Dżalalabadzie. Tam 13 stycznia 1842 r. przybył dr William Brydon, który poinformował Sale’a o zagładzie Armii Indusu.
Wkrótce Dżalalabad został oblężony przez Afgańczyków. Na początku kwietnia rozeszły się pogłoski, że maszerująca na odsiecz „Armia Retrybucyjna” generała Pollocka zawróciła z drogi. Wówczas Sale wyprowadził swoich żołnierzy za mury twierdzy i uderzył na obóz afgański odnosząc zwycięstwo i zmuszając wroga do odwrotu do Kabulu. Kilka dni później nadeszła armia Pollocka. Za obronę Dżalalabadu Sale otrzymał Krzyż Wielki Orderu Łaźni i podziękowania od parlamentu.
Oddział Sale’a brał udział w dalszych walkach wojny. 15 września wkroczył do Kabulu. 17 września został wysłany razem z Richmondem Shakespeare’em w celu uwolnienia brytyjskich jeńców, którzy byli transportowani do Bamian. Wśród tych jeńców była żona i córka Sale’a. Wszyscy jeńcy zostali uwolnieni i doprowadzeni do Kabulu.
W 1845 r. Sale był kwatermistrzem generalnym armii sir Hugh Gougha. Brał udział w I wojnie z Sikhami. W bitwie pod Mudki został śmiertelnie ranny i zmarł 21 grudnia 1845 r.
Florentia, lady Sale, wydała w 1843 r. swoje wspomnienia z niewoli afgańskiej, pt. A Journal of the Disasters in Afghanistan: A Firsthand Account by One of the Few Survivors.